# Thunbergia gracilis
Thunbergia gracilis är en akantusväxtart som beskrevs av Raymond Benoist. Thunbergia gracilis ingår i släktet thunbergior, och familjen akantusväxter. Inga underarter finns listade i Catalogue of Life.